# Rapti
Rāptī (राप्‍ती in lingua nepalese), occidentalizzato in Rapti) è una ex zona amministrativa del Nepal che prende nome dall'omonimo fiume. Come tutte le zone è stata soppressa nel 2015.
Faceva parte della Regione di Sviluppo del Medio Occidente, il suo capoluogo è situato a Tulsipur mentre la sua città principale è Tribhuvannagar.

## Geografia antropica

### Suddivisioni amministrative
La Zona di Rapti si suddivide in 5 distretti:
| Distretti           | Capitali       |
| ------------------- | -------------- |
| Dang                | Tribhuvannagar |
| Pyuthan             | Pyuthan        |
| Rolpa               | Livang         |
| Rukum               | Musikot        |
| Distretto di Salyan | Salyan         |